# Kościół św. Józefa w Rudzie Śląskiej
Kościół i Sanktuarium świętego Józefa w Rudzie Śląskiej – ceglany kościół rzymskokatolicki wzniesiony w latach 1902–1904 w Rudzie Śląskiej, wpisany do rejestru zabytków nieruchomych województwa śląskiego.

## Historia
Jest to świątynia wybudowana z fundacji hrabiego Franciszka Ksawerego von Ballestrema w latach 1902-1904. Projekt wykonał August Menken z Berlina prawdopodobnie przy współpracy radcy budowlanego Jana Joachima von Pöllnitz. Kamień węgielny został poświęcony w dniu patronki górników św. Barbary - 4 grudnia 1901 roku przez proboszcza z Biskupic Augustyna Bertzik. Budowę prowadził budowniczy Kremer z Gliwic. Jego współpracownikami byli: budowniczy König, mistrzowie murarscy Albert i Gustaw Koschela, robotami ciesielskimi kierował Koc, natomiast Antoni Sieroń z Rudy wykonał prace kowalskie. Cegły na budowę świątyni pochodziły z cegielni "Karol-Emanuel" z Rudy. Wznoszenie kościoła nadzorowali August Menken, Jan Joachim von Pöllnitz oraz Franciszek Pieler. Kościół konsekrowany został 21 czerwca 1905 roku przez kardynała Georga Koppa z Wrocławia. Kościół był prywatną własnością rodziny Ballestrem, w 1910 roku z okazji swojego 50-lecia małżeństwa hrabia Franciszek przekazał go na własność parafii.

## Architektura
Budowla jest wzorowana na rzymskiej bazylice San Lorenzo di Campo Verano.
Kościół jest usytuowany na osi północ-południe, wybudowany w układzie bazylikowym, na planie krzyża łacińskiego, z wieżą w północno-wschodnim narożniku. Nad nawami bocznymi umieszczone są empory. Portale zamknięte są półkoliście z rzeźbami w tympanonach (Baranka Paschalnego w wejściu głównym i św. Józefa w elewacji wschodniej). Wejście od strony południowo-wschodniej prowadzące do kaplicy fundatorów ozdobione jest herbem rodu Ballestremów. Prezbiterium zamknięte jest apsydą, po jego bokach umieszczone są loże kolatorskie, otwarte do wnętrza kościoła triforiami. Pod prezbiterium znajduje się krypta z grobami fundatorów. Strop nawy ozdobiony jest kasetonami, ozdobiony polichromią wykonaną w 1938 roku przez Pradera z Tarnowa, prezbiterium nakrywa sklepienie kolebkowe.

## Wystrój i wyposażenie

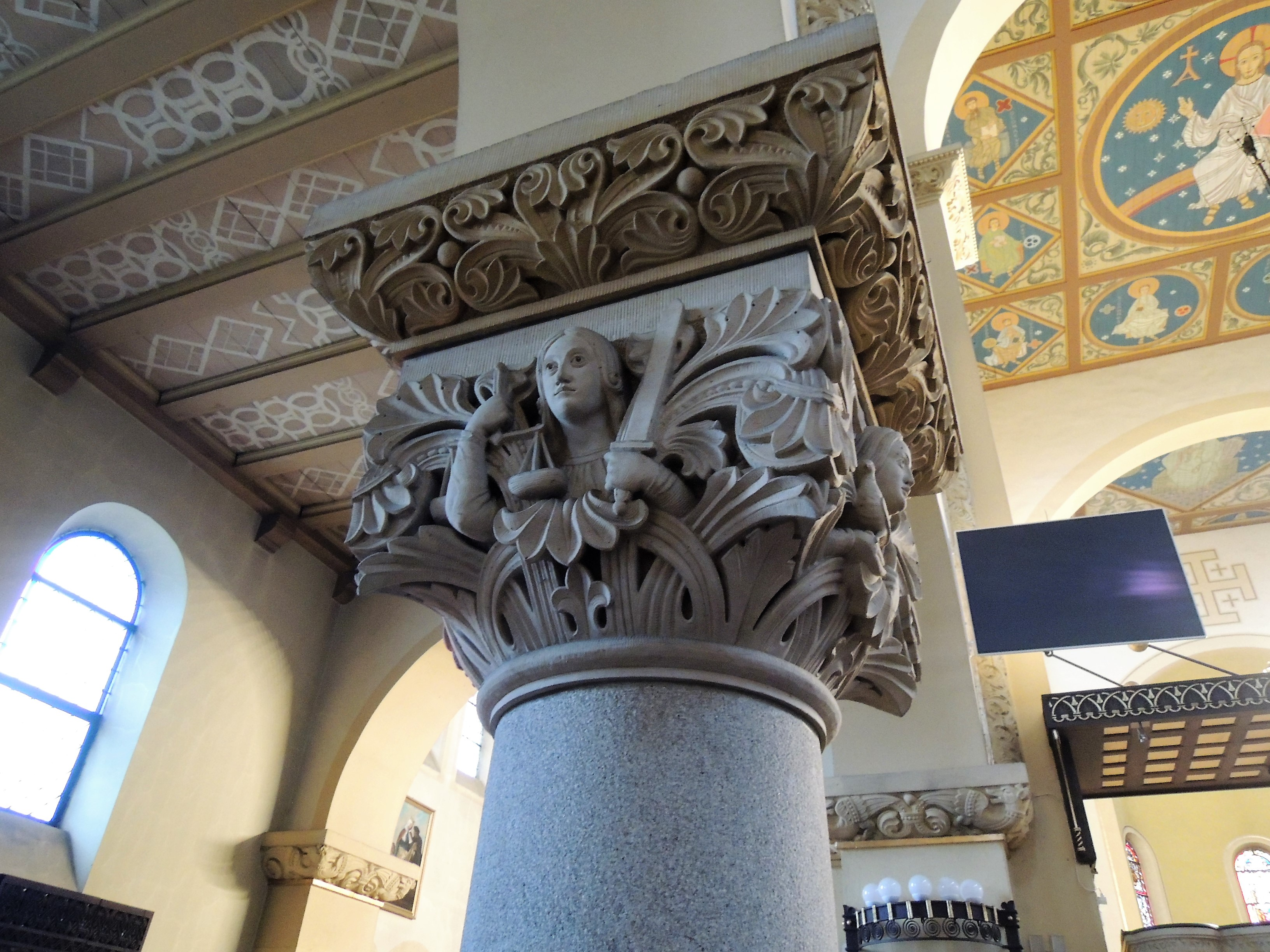
Głowica kolumny z przedstawieniem cnot kardynalnych - sprawiedliwość

Na szczególną uwagę zasługują kolumny w nawie, których kostkowe głowice ozdobione są symbolicznymi płaskorzeźbami. Na poszczególnych kolumnach przedstawiono: cztery charaktery ludzkie, cztery stany społeczne (szlachcic, mieszczanin, duchowny i rycerz), cztery żywioły, cztery rasy ludzkie, cztery etapy życia człowieka (dziecko, młodzieniec, mężczyzna i starzec), cztery cnoty kardynalne (roztropność, sprawiedliwość, męstwo i umiarkowanie).
Ołtarz skromny, w stylu neoromańskim. W kościele znajdują się dwa ołtarze boczne - prawy poświęcony Sercu Pana Jezusa, lewy z figurą Matki Bożej Wszechświata. Ambona ozdobiona jest wizerunkiem Chrystusa - Nauczyciela i czterech ewangelistów.
Wielki żyrandol, wykonany w warsztacie Antoniego Sieronia symbolizuje Jerozolimę: obręcz to odniesienie do murów miasta, na niej umieszczonych jest 12 bram i 12 wieżyczek. 144 lampki to biblijna liczba wybranych, zgodnie z Apokalipsą św. Jana. Żyrandol wykonany został w Akwizgranie.
W kaplicy w wieży znajduje się marmurowa Pietà wyrzeźbiona przez J. Weiricha w 1905, ufundowana przez Franciszka Pielera.

## Krypta

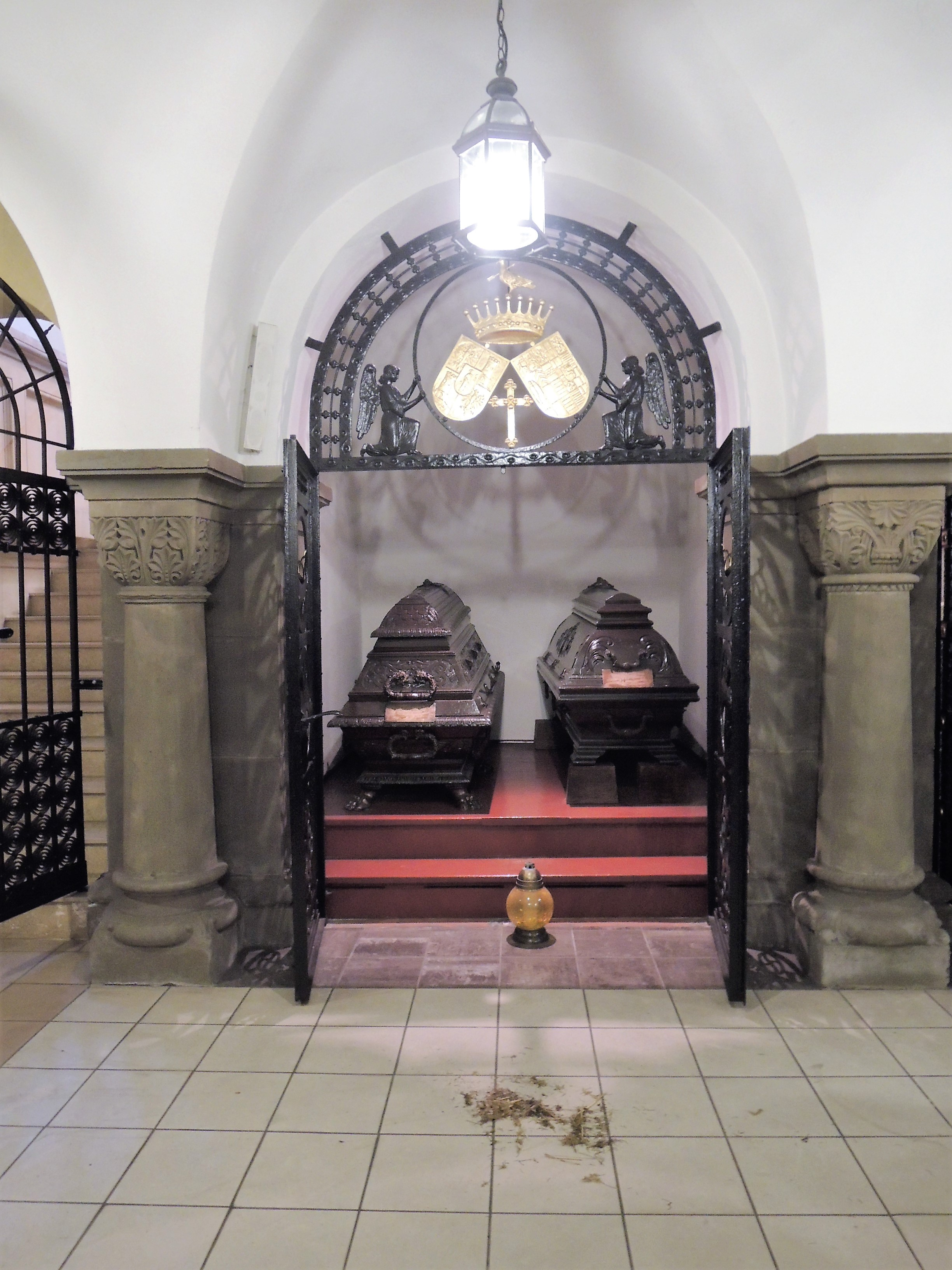
Krypta

Umieszczona pod prezbiterium kościoła. Przy zejściach do krypty znajdują się dwie rzeźby wykonane przez berlińskiego rzeźbiarza Józefa Limburga, odlane z brązu w pracowni Hermana Gladenbecka w Berlinie. Przedstawiają one anioły śmierci: jeden trzyma wieniec, drugi przedstawiony jest w trakcie modlitwy. Krypta ma charakter kaplicy grobowej. Anioły zostały przeniesione w 1938 roku do kościoła z cmentarza parafialnego, gdzie stały przed wejściem do grobowca rodziny Pielerów.
W krypcie pochowani są: Franciszek Ksawery Ballestrem, jego żona Joanna von Saurma-Jeltsch oraz Walenty Wolfgang Ballestrem i jego żona Agnieszka zu Stolberg-Stolberg.